# Tina Awards
De Tina Awards zijn jaarlijkse prijzen die worden uitgereikt door het Nederlandse meidenblad Tina. Deze awards zijn bedoeld om de populairste sterren, influencers en tv-programma's onder meiden van 8 tot 12 jaar te erkennen en te vieren. De prijsuitreiking vindt doorgaans plaats tijdens het Tina Festival, in een feestelijke liveshow, die wordt uitgezonden via platforms zoals TinaTV en AD.nl.

## Categorieën en winnaars
De Tina Awards omvatten diverse categorieën, waaronder:
- Knapste knapperd: Een prijs voor de populairste beroemdheid.
- Hipste modemeisje: Voor de meest stijlvolle influencer.
- Grootste talent: Voor veelbelovende artiesten of groepen.
- Leukste tv-programma: De meest geliefde televisieshow.
- Tofste YouTube-held: Voor de populairste YouTuber.
- Beste TikTok-baas: Voor de meest invloedrijke TikTokker.

In 2021 gingen onder andere voetballer Frenkie de Jong (Knapste knapperd), Jade Anna (Hipste modemeisje) en Esmee Joanna (Beste TikTok-baas) met een award naar huis. In 2023 won Emma Kok de award in de categorie 'Girl Power'.

### Stemmen en publiek
De winnaars worden gekozen op basis van stemmen van de lezers van Tina. In 2021 werden er meer dan 2,5 miljoen stemmen geteld.  De uitreiking vindt plaats tijdens een liveshow met optredens, interviews en veel confetti, waarbij fans thuis kunnen meegenieten via livestreams. 

### Tina Festival
Tina organiseert jaarlijks het Tina Festival, een evenement dat plaatsvindt in Duinrell in Wassenaar. Dit festival biedt fans de kans om hun favoriete sterren te ontmoeten, deel te nemen aan workshops en optredens bij te wonen.